# Diócesis de Iligan
La diócesis de Iligan (en latín: Dioecesis Iliganensis, en inglés: Roman Catholic Diocese of Iligan y en cebuano: Diyosesis sa Iligan) es una circunscripción eclesiástica de la Iglesia católica en Filipinas. Se trata de una diócesis latina, sufragánea de la arquidiócesis de Ozámiz. Desde el 13 de junio de 2019 su obispo es Jose Ramirez Rapadas III.

## Territorio y organización
La diócesis tiene 3092 km² y extiende su jurisdicción sobre los fieles católicos de rito latino residentes en la provincia de Lánao del Norte (excepto los municipios de Karomatan, Nunungan, Tangcal, Munai, Pantao Ragat y Baloi) de la región de Mindanao del Norte.
La sede de la diócesis se encuentra en la ciudad de Iligan, en donde se halla la Catedral de San Miguel Arcángel. 
En 2021 en la diócesis existían 26 parroquias.

## Historia
La prelatura territorial de Iligan fue erigida el 17 de febrero de 1971 con la bula Qui in Apostolici del papa Pablo VI, obteniendo el territorio de la prelatura territorial de Ozámiz (hoy arquidiócesis). Originalmente era sufragánea de la arquidiócesis de Cagayán de Oro.
El 20 de noviembre de 1976 cedió una parte de su territorio para la erección de la prelatura territorial de Marahui mnediante la bula Precibus accedentes del papa Pablo VI.
El 15 de noviembre de 1982 la prelatura territorial fue elevada a diócesis con la bula Cum Decessores del papa Juan Pablo II.Bolla Cum Decessores, AAS 75 (1983) I, p. 357
El 24 de enero de 1983 pasó a formar parte de la provincia eclesiástica de la arquidiócesis de Ozámiz.

## Estadísticas
Según el Anuario Pontificio 2022 la diócesis tenía a fines de 2021 un total de 701 531 fieles bautizados.
| Año                                                                             | Población            | Población | Población      | Sacerdotes | Sacerdotes    | Sacerdotes    | Bautizados por sacerdote | Diáconos permanentes | Religiosos | Religiosos | Parroquias |
| Año                                                                             | Bautizados católicos | Total     | % de católicos | Total      | Clero secular | Clero regular | Bautizados por sacerdote | Diáconos permanentes | Varones    | Mujeres    | Parroquias |
| ------------------------------------------------------------------------------- | -------------------- | --------- | -------------- | ---------- | ------------- | ------------- | ------------------------ | -------------------- | ---------- | ---------- | ---------- |
| 1980                                                                            | 454 538              | 585 101   | 77.7           | 22         | 11            | 11            | 20 660                   |                      | 22         | 46         | 15         |
| 1990                                                                            | 530 000              | 700 000   | 75.7           | 25         | 17            | 8             | 21 200                   |                      | 15         | 45         | 20         |
| 1999                                                                            | 747 383              | 863 583   | 86.5           | 45         | 26            | 19            | 16 608                   |                      | 29         | 42         | 20         |
| 2000                                                                            | 750 400              | 985 305   | 76.2           | 42         | 26            | 16            | 17 866                   |                      | 24         | 41         | 20         |
| 2001                                                                            | 815 732              | 1 133 100 | 72.0           | 47         | 29            | 18            | 17 356                   |                      | 29         | 59         | 20         |
| 2002                                                                            | 858 294              | 1 140 574 | 75.3           | 57         | 37            | 20            | 15 057                   |                      | 21         | 54         | 24         |
| 2003                                                                            | 962 510              | 1 261 603 | 76.3           | 59         | 36            | 23            | 16 313                   |                      | 24         | 53         | 54         |
| 2004                                                                            | 1 010 635            | 1 314 507 | 76.9           | 58         | 35            | 23            | 17 424                   |                      | 27         | 68         | 26         |
| 2006                                                                            | 1 049 000            | 1 364 000 | 76.9           | 49         | 35            | 14            | 21 408                   |                      | 42         | 68         | 25         |
| 2013                                                                            | 1 019 000            | 1 555 000 | 65.5           | 49         | 40            | 9             | 20 795                   |                      | 21         | 69         | 26         |
| 2016                                                                            | 1 017 000            | 1 551 000 | 65.6           | 50         | 39            | 11            | 20 340                   |                      | 15         | 75         | 26         |
| 2019                                                                            | 1 067 400            | 1 627 850 | 65.6           | 58         | 39            | 19            | 18 403                   |                      | 22         | 65         | 26         |
| 2021                                                                            | 701 531              | 1 182 989 | 59.3           | 58         | 40            | 18            | 12 095                   |                      | 22         | 66         | 26         |
| Fuente: Catholic-Hierarchy, que a su vez toma los datos del Anuario Pontificio. |                      |           |                |            |               |               |                          |                      |            |            |            |

## Episcopologio
- Bienvenido Solon Tudtud † (17 de febrero de 1971-25 de abril de 1977 nombrado prelado de Marahui)
- Fernando Robles Capalla (25 de abril de 1977-28 de junio de 1994 nombrado arzobispo coadjutor de Dávao)
- Emilio Layon Bataclan (3 de mayo de 1995-21 de junio de 2004 nombrado obispo auxiliar de Cebú[nota 1])
- Elenito Reyes Galido † (25 de marzo de 2006-5 de diciembre de 2017 falleció)[nota 2]
- Jose Ramirez Rapadas III, desde el 13 de junio de 2019